# 池田晶子
池田晶子（日语：／ Ikeda Shōko，1975年6月18日—2019年7月18日），日本女性動畫師、人物設計師。京都動畫董事。也是兩個孩子的母親。她與子公司Animation Do所屬的池田和美沒有親屬關係。

## 來歷
池田晶子受到動畫《飛越巔峰》的啟發，立志成為一名動畫師。從代代木動畫學院大阪分校動畫師科畢業後，她於1996年加入京都動畫。
她的第一份工作是為《哆啦A夢 (1979年版)》負責動畫一職。她的第一份作畫監督工作是《犬夜叉》（第3話），其原畫廣受好評，甚至被刊登在動畫雜誌的特刊頁面。
2006年，她首次擔任《涼宮春日的憂鬱》的人物設定和總作畫監督。 2015年起，他擔任《吹響吧！上低音號》和《吹響！上低音號劇場版》電視動畫和電影動畫的人物設定和總作畫監督。
2019年7月18日發生的京都動畫縱火事件約一個月後，8月27日，京都府警察在其家人同意下宣布其在事件中死亡。她的遺體在2樓被發現。享年44歲。
2023年8月4日，全新長篇動畫《特別篇 吹響吧！上低音號 ～合奏團競賽篇～》在戲院上映，池田在整個系列中擔任人物設定和總作畫監督，電視系列第3期《吹響吧！上低音號3》於2024年4月播出，池田繼續將被列為「人物設定」（電視系列第3期與池田和美聯名）。

## 參加作品

### 電視動畫
1979年
- 哆啦A夢 (1979年版)（—2005年，動畫）[注 1]

1992年
- 蠟筆小新（1992年—，動畫）[注 1]

1996年
- 天才寶貝（動畫）

1997年
- 貓狐警探（日语：はいぱーぽりす）（原畫）

1998年
- Generator Gawl（日语：ジェネレイターガウル）（原畫）
- 夢幻拉拉（原畫）

1999年
- 天使不設防！（原畫）
- ∀鋼彈（原畫）
- 力石戰士（原畫）

2000年
- 喔！超級小奶糖（日语：OH!スーパーミルクチャン）（作畫監督）
- 捍衛者（原畫）
- 犬夜叉（—2004年，作畫監督、原畫）

2001年
- 哈雷小子（原畫）
- The Soul Taker ～魂狩～（日语：The Soul Taker 〜魂狩〜）（原畫）
- 地球防衛家族（原畫）

2003年
- 驚爆危機？校園篇（作畫監督、原畫、OP原畫）

2005年
- AIR（作畫監督、原畫、OP原畫）
- 驚爆危機！The Second Raid（作畫監督、原畫、OP原畫）

2006年
- 涼宮春日的憂鬱 (2006年版)（人物設定、總作畫監督、作畫監督、OP作畫監督&原畫、ED作畫監督）
- Kanon（—2007年，作畫監督、原畫、OP原畫）

2007年
- 幸運☆星（作畫監督、原畫、OP原畫）
- CLANNAD（—2008年，作畫監督、原畫、OP原畫）

2009年
- K-ON！輕音部（原畫）
- 涼宮春日的憂鬱 (2009年版)（人物設定、原畫）

2010年
- K-ON!! 輕音部（作畫監督、原畫）

2011年
- 日常（作畫監督、前期OP原畫、後期OP原畫）

2012年
- 冰（原畫）
- 中二病也想談戀愛！（原畫）

2013年
- 玉子市場（作畫監督、原畫、OP原畫）
- Free！（作畫監督）
- 境界的彼方（作畫監督）

2014年
- 中二病也想談戀愛！戀（作畫監督、原畫）
- Free！ -Eternal Summer-（作畫監督、原畫）

2015年
- 吹響吧！上低音號（人物設定、總作畫監督、OP作畫監督、ED作畫監督）

2016年
- 無彩限的幻影世界（作畫監督）
- 吹響吧！上低音號2（人物設定、總作畫監督、原畫）

2017年
- 小林家的龍女僕（作畫監督）

2018年
- 紫羅蘭永恆花園（作畫監督）

2024年
- 吹響吧！上低音號3（人物設定[注 2]）

### 電影動畫
1997年
- 蠟筆小新：黑暗珠珠大追擊（動畫）

2000年
- 劇場版 神奇寶貝：結晶塔的帝王（原畫）
- 數碼寶貝大冒險02 前篇：數碼獸颶風登陸!!／後篇：超絕進化!!黃金的數碼裝甲（原畫）

2001年
- 數碼寶貝大冒險02：超惡魔獸的反擊（原畫）

2010年
- 涼宮春日的消失（人物設定、超總作畫監督、原畫）

2011年
- 劇場版 K-ON！輕音部（製作委員會製作人）

2013年
- 小鳥遊六花·改 ～劇場版 中二病也想談戀愛！～（原畫）

2014年
- 玉子愛情故事（原畫）

2015年
- 劇場版 High☆Speed！ -Free！Starting Days-（作畫監督）

2016年
- 劇場版 吹響吧！上低音號 ～歡迎加入北宇治高中管樂團～（人物設定、總作畫監督、作畫監督、原畫）

2017年
- 劇場版 吹響吧！上低音號 ～想傳達的旋律～（人物設定、總作畫監督）

2018年
- 莉茲與青鳥（人物原案）

2019年
- 劇場版 吹響吧！上低音號 ～誓言的終章～（人物設定、總作畫監督[注 3]）

2023年
- 特別篇 吹響吧！上低音號 ～合奏團競賽篇～（人物設定[10]）

### OVA
2002年
- 哈雷小子DELUXE（—2003年，原畫）

2003年
- MUNTO（原畫）
- 哈雷小子FINAL（—2004年，原畫）

2005年
- MUNTO ～穿越時空之壁（原畫）

2017年
- 巴加的工作室（管理）

### 遊戲
1998年
- Dancing Blade 任性桃天使！（原畫）

1999年
- Dancing Blade 任性桃天使！II ～Tears of Eden～（原畫）

### 其它
2010年
- 京都動畫廣告「天空篇」（人物設定）

2011年
- 京都動畫廣告「紫陽花篇」（人物設定、分鏡、演出、作畫監督）

## 逸事
- 擔任作畫監督時，她對作品的線條修正會加以糾正，即使剩一條線都不放過，假日出來上班也不例外[1]。
- 午休時間，她會去其他部門走走，跟大家隨便聊聊天，放鬆一下氣氛[1]。
- 在一年一度的入職典禮上，她對新進員工說「我不希望你們把動畫工作當成一個回憶。我想做一份當別人問我以什麼為生時，我可以自豪地說是『動畫製作』的工作」[12]。
- 她繼續透過素描時尚雜誌（日语：ファッション雑誌）上的女模特兒、偷偷複製和研究同事的原畫以及請熟人為她做模特兒來磨練自己的技能[7]。
- 山本寬評價池田「畫得很優雅的人」，是「像個姐姐一樣，（《涼宮春日的憂鬱》的女主角）涼宮春日的人設與她完全匹配」と印象を述べた[7]。池田本人也說，她覺得春日「就像我一樣」[12]。
- 她喜歡寶塚歌劇團的音樂劇《伊麗莎白》，曾在公司年終聚會上與同事們一起表演了該劇的模仿秀[7]。
- 她透過熟人認識了現在的丈夫，一位大學職員，並於2007年結婚。結婚時承諾，她不會把工作帶入家裡，但是做完家事後，她會練習基礎繪畫直到深夜，並經常請丈夫為她做模特兒。她與丈夫分擔家務，努力平衡工作和家庭生活[6]。[13][14]
- 當她微笑地向丈夫展示她的全新動畫時，她的丈夫評論道「說到動畫，她就像個孩子一樣」[6][13]。另一方面，她正在努力改善動畫師的工作環境，改變行業結構，以便後輩動畫師即使在結婚生子之後也可以繼續工作[2][14]。
- 丈夫回憶說，當初她為結婚創作紀念畫時，她不肯妥協，甚至買了花形狀的打孔器來做裝飾，還說「我畫畫不好，所以必須每天練習」[15]。

## 腳註

## 外部連結
- （日語）[]
- ，存于 （日語）

## 相關項目
- 日本動畫師列表（日语：アニメ関係者一覧）
- 京都動畫